# Elatostema suborbiculare
Elatostema suborbiculare es una especie de planta del género Elatostema, perteneciente a la familia Urticaceae.

## Taxonomía
Elatostema suborbiculare fue descrita por Elmer Drew Merrill en 1919.

## Distribución
Se encuentra en el territorio de Filipinas.